# Коаста-Маре (Вилча)
Коаста-Маре (рум. Coasta Mare) — село у повіті Вилча в Румунії. Входить до складу комуни Бунешть.
Село розташоване на відстані 164 км на північний захід від Бухареста, 11 км на захід від Римніку-Вилчі, 92 км на північ від Крайови, 124 км на південний захід від Брашова.

## Населення
За даними перепису населення 2002 року у селі проживали 77 осіб, усі — румуни. Усі жителі села рідною мовою назвали румунську.